# Kobanê (película)
Kobanê es una película de 2022 dirigida por Özlem Yaşar ambientada en la batalla de Kobane, que tuvo lugar entre octubre de 2014 y enero de 2015 por las Unidades de Protección Popular (YPG) y las Unidades de Protección de las Mujeres ( YPJ ) contra el bloqueo de Estado Islámico. Se rodó en las ciudades de Kobane y Tabqa, ambas en la parte siria del Kurdistán, y se centra en el papel de las mujeres kurdas en los combates. Los principales intérpretes son Dijle Arjîn, Awar Elî, Rêger Azad y Xeyrî Garzan.

## Argumento
La película narra la trayectoria de Zohra, una combatiente de 32 años del YPJ, que se convierte en la líder de la unidad militar después de que la comandante que estaba al frente huye del campo de batalla. Su empuje permite abanderar a las fuerzas kurdas para impedir la toma de Kobane y liberar a la ciudad pese a ser superada en número y armamento de Estado Islámico.

## Estreno
El 14 de septiembre de 2022, la productora Rojava Film Commune publicó el tráiler de la película, tres años y un día después de la muerte en accidente de tráfico del militante y cineasta local Mazdek Ararat (de nacimiento, Ömer Bağcı). Una semana después, el 20 de septiembre de 2022, se estrenó oficialmente la película en el Centro Cultural de Kobane.